# 道元
道元（日语：／ Dōgen，1200年1月19日—1253年9月22日），日本鎌倉時代著名禪師，將曹洞宗禪法引進日本，為日本曹洞宗始祖。為永平寺住持，人稱永平道元。晚年自號希玄，故又稱希玄道元。謚號佛性傳東國師、承陽大師。

## 生平
日本貞應二年（1223年），渡海來到中國南宋學習佛法。在天童寺長翁如淨門下開悟，得到印可傳承。回到日本之後，創立位於福井縣的永平寺，提倡曹洞宗默照禪法，提出「只管打坐」的修行法門。

## 著作
著有《正法眼藏》。

## 相關電影
以道元禪師生平為題材的電影為2009年日本電影《禅 ZEN》。故事內容是改編自大谷哲夫的2001年出版的小説『永平の風 道元の生涯』，由高橋伴明導演，中村勘太郎飾演道元禪師。

## 關連項目
- 榮西
- 永平寺
- 總持寺
- 曹洞宗

## 外部連結
- 曹洞禅ネット （页面存档备份，存于）